# Paul Lebeau

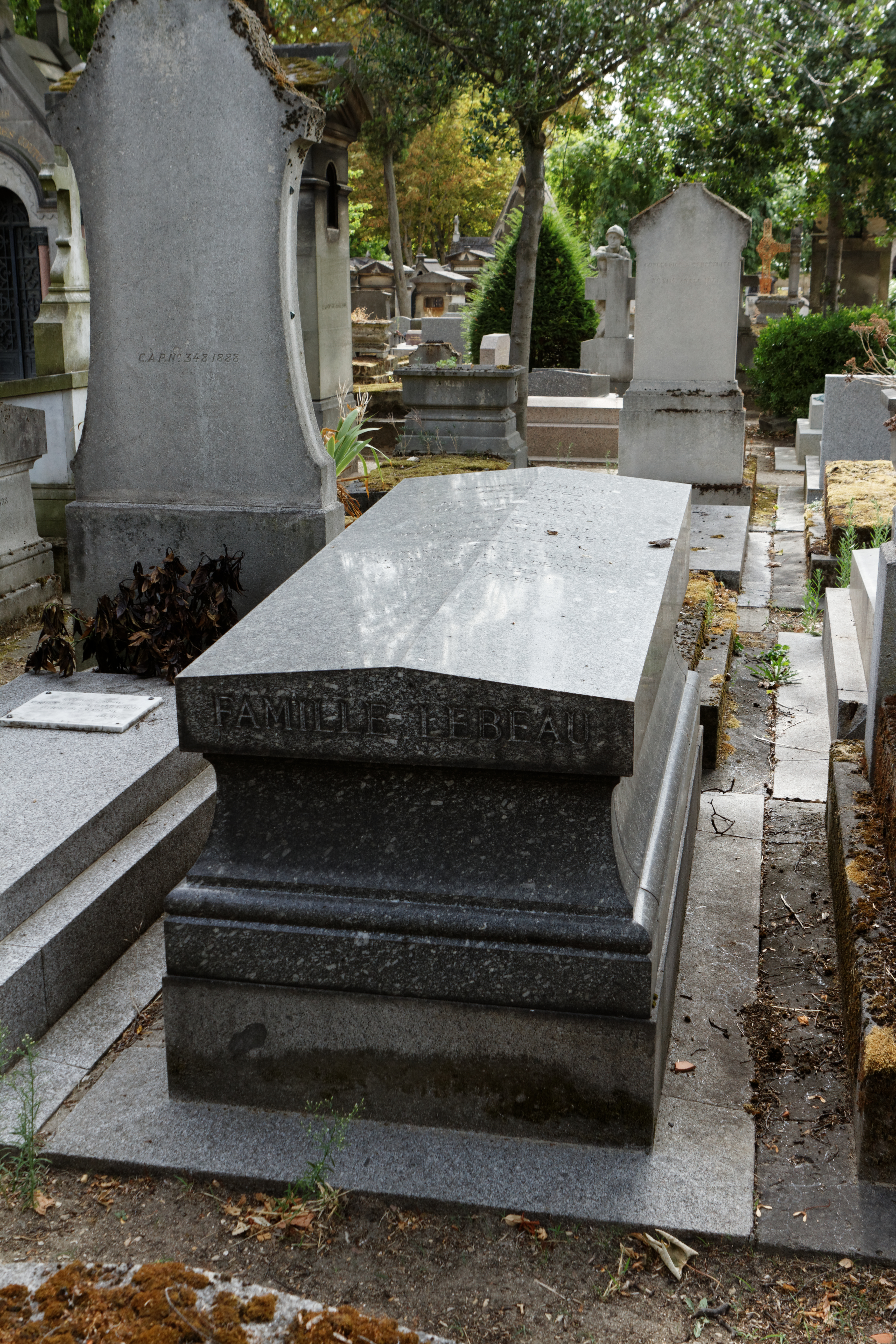
Grab von Lebeau auf dem Friedhof Père-Lachaise

Paul Marie Alfred Lebeau (* 19. Dezember 1868 in Boiscommun; † 18. November 1959 in Massy) war ein französischer Chemiker.

## Leben
Paul Lebeau studierte seit 1885 an der École supérieure de physique et de chimie industrielles de la ville de Paris. Nach seinem Diplom 1888 arbeitete er zusammen mit Henri Moissan an Fluorverbindungen, 1891 hatte er eine Laborstelle unter Alexandre Ètard (1852–1910). Parallel zur Laborarbeit erhielt er 1898 einen Doktorgrad der Naturwissenschaften an der Sorbonne und 1899 ein Diplom in Pharmazie. 1900 wechselte er an die naturwissenschaftliche Fakultät, wo er zum Professor ernannt wurde. Während des Ersten Weltkriegs arbeitete Lebeau an Verbesserungen von Gasmasken. 
Ab 1918 hatte er den Lehrstuhl für pharmazeutische Chemie an der Faculté de Pharmacie de Paris inne, wo er bis zu seinem Ruhestand 1933 blieb. 1937 wurde er Mitglied der Académie des sciences.
Paul Lebeau konnte 1898 erstmals sehr reines Beryllium durch Schmelzelektrolyse aus Natriumberylliumfluorid  {\displaystyle \mathrm {Na_{2}BeF_{4}} } gewinnen.
Von 1900 bis 1907 entdeckte er zusammen mit Moissan mehrere Fluorverbindungen, darunter 
Schwefelhexafluorid {\displaystyle \mathrm {SF_{6}} }, das Bromtrifluorid {\displaystyle \mathrm {BrF_{3}} } und das Kohlenstofftetrafluorid {\displaystyle \mathrm {CF_{4}} }.